# 國土交通大臣
國土交通大臣（日语：／）是日本的國務大臣之一，國土交通省的首長。簡稱國交相（こっこうしょう）。

## 概要

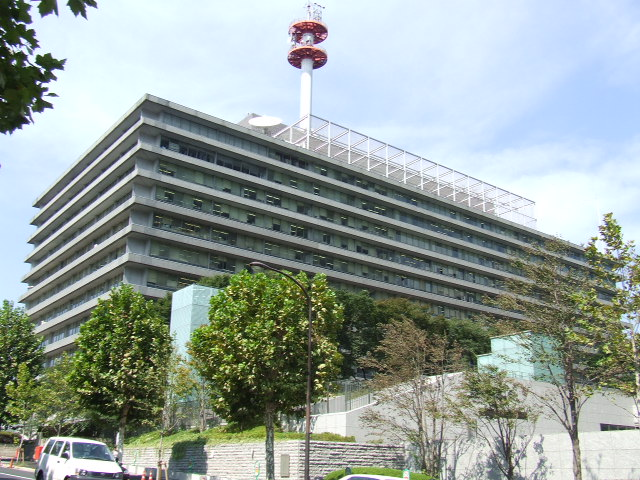
國土交通省所在的中央合同廳舍第3號館

國土交通大臣是日本國土交通省的主任大臣。負責日本國土交通方面的綜合利用、開發、保全，資本的調整，交通政策的推動等。
國土交通大臣就任者依《國家安全保障會議設置法》，是國家安全保障會議的議員之一。本職位是2001年中央省廳再編時所設置，職權包括了原來的運輸大臣、建設大臣、北海道開發廳長官、國土廳長官的全部職務。
在自公聯立政權架構下，本職位多由公明黨議員出任。

## 名稱
現在的英文名稱為「Minister of Land, Infrastructure, Transport and Tourism」（直譯「國土建設交通觀光部」）。2001年設立國土交通大臣一職時，當時的英文名為「Minister of Land, Infrastructure and Transport」，但在決定成立觀光廳後於2008年更名。

## 旗幟
國土交通省外局海上保安廳有制定「國土交通大臣旗」。當國土交通大臣搭乘海上保安廳船舶時，須掛上國土交通大臣旗。海上保安廳以外的船舶，依《海上保安廳法》，不得掛上大臣旗與廳旗、長官旗等與「海上保安廳旗」類似的旗幟。

## 歷代國土交通大臣
| 國土交通大臣 | 國土交通大臣   | 國土交通大臣      | 國土交通大臣   | 國土交通大臣                | 國土交通大臣   | 國土交通大臣   | 國土交通大臣 | 國土交通大臣 |
| 代           | 姓名           | 姓名              | 內閣           | 內閣                        | 就任日         | 卸任日         | 黨派         | 備註         |
| ------------ | -------------- | ----------------- | -------------- | --------------------------- | -------------- | -------------- | ------------ | ------------ |
| 1            |                | 林寛子 （扇千景） | 第2次森內閣    | 改造內閣 （中央省廳再編後） | 2001年1月6日   | 2001年4月26日  | 保守黨       |              |
| 2            | 第1次小泉內閣  | 第1次小泉內閣     | 2001年4月26日  | 2003年9月22日               | 保守黨         | 再任           |              |              |
| 2            |                | 林寛子 （扇千景） | 2001年4月26日  | 2003年9月22日               | 第1次改造內閣  | 保守黨         | 留任         |              |
| 3            |                | 石原伸晃          |                | 第2次改造內閣               | 2003年9月22日  | 2003年11月19日 | 自由民主黨   |              |
| 4            | 第2次小泉內閣  | 第2次小泉內閣     | 2003年11月19日 | 2004年9月27日               | 自由民主黨     | 再任           |              |              |
| 5            |                | 北側一雄          |                | 改造內閣                    | 2004年9月27日  | 2005年9月21日  | 公明黨       |              |
| 6            | 第3次小泉內閣  | 第3次小泉內閣     | 2005年9月21日  | 2006年9月26日               | 公明黨         | 再任           |              |              |
| 6            |                | 北側一雄          | 2005年9月21日  | 2006年9月26日               | 改造內閣       | 公明黨         | 留任         |              |
| 7            |                | 冬柴鐵三          | 第1次安倍內閣  | 第1次安倍內閣               | 2006年9月26日  | 2007年9月26日  | 公明黨       |              |
| 7            |                | 冬柴鐵三          | 改造內閣       | 公明黨                      | 2006年9月26日  | 2007年9月26日  | 留任         |              |
| 8            | 福田康夫內閣   | 福田康夫內閣      | 2007年9月26日  | 2008年8月2日                | 公明黨         | 再任           |              |              |
| 9            |                | 谷垣禎一          |                | 改造內閣                    | 2008年8月2日   | 2008年9月24日  | 自由民主黨   |              |
| 10           |                | 中山成彬          | 麻生內閣       | 麻生內閣                    | 2008年9月24日  | 2008年9月28日  | 自由民主黨   |              |
| ‐            |                | （河村建夫）      | 麻生內閣       | 麻生內閣                    | 2008年9月28日  | 2008年9月29日  | 自由民主黨   | 臨時代理     |
| 11           |                | 金子一義          | 麻生內閣       | 麻生內閣                    | 2008年9月29日  | 2009年9月16日  | 自由民主黨   |              |
| 12           |                | 前原誠司          | 鳩山由紀夫內閣 | 鳩山由紀夫內閣              | 2009年9月16日  | 2010年6月8日   | 民主黨       |              |
| 13           | 菅直人內閣     | 菅直人內閣        | 2010年6月8日   | 2010年9月17日               | 民主黨         | 再任           |              |              |
| 14           |                | 馬淵澄夫          |                | 第1次改造內閣               | 2010年9月17日  | 2011年1月14日  | 民主黨       |              |
| 15           |                | 大畠章宏          |                | 第2次改造內閣               | 2011年1月14日  | 2011年9月2日   | 民主黨       |              |
| 16           |                | 前田武志          | 野田內閣       | 野田內閣                    | 2011年9月2日   | 2012年6月4日   | 民主黨       |              |
| 16           |                | 前田武志          | 第1次改造內閣  | 民主黨                      | 2011年9月2日   | 2012年6月4日   | 留任         |              |
| 17           |                | 羽田雄一郎        |                | 第2次改造內閣               | 2012年6月4日   | 2012年12月26日 | 民主黨       |              |
| 17           | 第3次改造內閣  | 羽田雄一郎        | 民主黨         | 留任                        | 2012年6月4日   | 2012年12月26日 |              |              |
| 18           |                | 太田昭宏          | 第2次安倍內閣  | 第2次安倍內閣               | 2012年12月26日 | 2014年12月24日 | 公明黨       |              |
| 18           |                | 太田昭宏          | 改造內閣       | 公明黨                      | 2012年12月26日 | 2014年12月24日 | 留任         |              |
| 19           | 第3次安倍內閣  | 第3次安倍內閣     | 2014年12月24日 | 2015年10月7日               | 公明黨         | 再任           |              |              |
| 20           |                | 石井啓一          |                | 第1次改造內閣               | 2015年10月7日  | 2017年11月1日  | 公明黨       |              |
| 20           |                | 石井啓一          | 第2次改造內閣  | 留任                        | 2015年10月7日  | 2017年11月1日  | 公明黨       |              |
| 20           |                | 石井啓一          | 第3次改造內閣  | 留任                        | 2015年10月7日  | 2017年11月1日  | 公明黨       |              |
| 21           | 第4次安倍內閣  | 第4次安倍內閣     | 2017年11月1日  | 2019年9月11日               | 再任           |                | 公明黨       |              |
| 22           |                | 赤羽一嘉          |                | 第2次改造内閣               | 2019年9月11日  | 2020年9月16日  | 公明黨       |              |
| 23           | 菅義偉內閣     | 菅義偉內閣        | 2020年9月16日  | 2021年10月4日               | 留任           |                | 公明黨       |              |
| 24           |                | 齊藤鐵夫          | 第一次岸田內閣 | 第一次岸田內閣              | 2021年10月4日  | 2021年11月10日 | 公明黨       |              |
| 25           | 第二次岸田內閣 | 第二次岸田內閣    | 2021年11月10日 | 2022年8月10日               | 再任           |                | 公明黨       |              |
| 25           |                | 齊藤鐵夫          | 第1次改造内閣  | 2022年8月10日               | 2023年9月13日  | 留任           | 公明黨       |              |
| 25           |                | 齊藤鐵夫          | 第2次改造内閣  | 2023年9月13日               | 2024年10月1日  | 留任           | 公明黨       |              |
| 26           |                | 第一屆石破内閣    | 第一屆石破内閣 | 2024年10月1日               | 2024年11月11日 | 留任           | 公明黨       |              |
| 27           |                | 中野洋昌          | 第二屆石破內閣 | 第二屆石破內閣              | 2024年11月11日 | 現任           | 公明黨       |              |

- 有人事令的再任依人事令記載就任日，無人事令的留任不記載就任日。
- 黨派欄位為就任時或內閣成立時的所屬政黨。

## 外部連結
- 大臣・副大臣・大臣政務官 - 国土交通省（页面存档备份，存于）